# مدحت الحداد
مدحت الحداد، من قيادات جماعة الإخوان المسلمين ومن رجال الأعمال المصريين والعرب، ولد في 25 ديسمبر 1949م في الإسكندرية.

## الدراسة
- حاصل علي بكالوريوس الهندسة – قسم الهندسة المدنية – جامعة الإسكندرية 1972
- حاصل علي بكالوريوس التجارة – قسم إدارة أعمال – جامعة الإسكندرية 1976
- حاصل علي دبلوم الدراسات الإسلامية 1986
- حاصل علي ليسانس الشريعة الإسلامية – كلية الشريعة والقانون جامعة الأزهر الشريف عام 2005

## العمل المهني
- رئيس مجلس إدارة الشركة العربية للتعمير ش.م.م
- مدير عام الشركة العربية للاستيراد والتصدير
- رئيس مجلس إدارة الجمعية التعاونية للأعمال الهندسية بمحافظة الإسكندرية
- عمل مهندس تنفيذ مشروعات بشركة النيل العامة للطرق والكباري وشارك في إنشاء العديد من المشروعات مثل إنشاء الدشم العسكرية لسلاح المهندسين، والطرق والكباري والمطارات والسكك الحديدية والمباني الإدارية. واستقال من الشركة عام 1978

مؤسس لعدد كبير من الشركات المساهمة وشركات الأشخاص في مجالات المقاولات – الاستثمار العقاري – التصدير والاستيراد – تنظيم المعارض مثل
- شركة الأندلس للتجارة والمقاولات 1977
- شركة الأندلس للمحاجر ومواد البناء 1979
- شركة الأندلس للبويات والكيماويات 1979
- شركة الأندلس – أسيد 1980
- الشركة العربية للإنشاء والتعمير 1981
- الشركة العربية للتعمير ش.م.م 1986
- الشركة العربية للتنمية وإدارة المشروعات 1988
- الشركة العربية لاستيراد والتصدير 1990
- المجموعة العربية للتنمية ش.م.م 1991
- الشركة العربية للاستثمارات العقارية ش.م.م 1992

## أسرته
- مدحت الحداد هو حفيد الشيخان محمود الحداد وطه إبراهيم طباته وهما من المنسبين لمؤسسة الأزهر الشريف
- وهو نجل المهندس أحمد محمود الحداد خريج جامعة القاهرة - كلية الهندسة - دفعة عام 1944، ووالده هو نائب وزير التعمير الأسبق وممثل مصر الدائم في مؤتمر الطرق الدولي التابع للأمم المتحدة سابقاً
- مدحت الحداد متزوج من عزة حسن فهمي منذ 1976 وهي بكالوريوس كلية التجارة - جامعة الإسكندرية وعملت كمحاسبة بالشركة الشرقية للإقطان سابقا

## العمل العام
- عضو نقابة المهندسين
- عضو نقابة التجاريين
- عضو منظمة العفو الدولية
- عضو جمعية الشبان المسلمين سابقاً
- عضو لجنة التنسيق بين النقابات المهنية بالأسكندرية
- عضو اتحاد المنظمات الهندسية للدول الإسلامية
- عضو تجمع مهندسين ضد الحراسة
- عضو مجلس إدارة العديد من الجمعيات الخيرية بالإسكندرية
- عضو حزب العمل
- المنسق العام لتحالف القوى الوطنية للإصلاح «تقوا» بالإسكندرية
- أسس أكبر تجمع للأحزاب والقوى السياسية والنقابات المهنية والنقابات العمالية وجمعيات ومراكز حقوق الإنسان ونادي أعضاء هيئة تدريس الجامعة واتحاد الطلاب بمحافظة الإسكندرية في عام 2006، وانتخب رئيسا له حتى اعتقاله وإحالته للمحكمة العسكرية التاسعة لقيادات الإخوان المسلمين

## الانتخابات العامة
- كان مرشحا في انتخابات المجلس المحلي لمحافظة الإسكندرية – دائرة باب شرقي – نوفمبر 1992
- كان مرشحا في انتخابات مجلس الشورى عن الدائرة الثانية بالإسكندرية (باب شرقي – العطارين – المنشية) يونيو 1995
- كان مرشحا في انتخابات مجلس الشعب عن الدائرة الثامنة (المنشية والجمرك) نوفمبر 1995
- لم يشترك في انتخابات سنة 2000 لمجلس الشعب و2001 لمجلس الشورى للحكم عليه بالسجن 3 سنوات من المحكمة العسكرية
- كان مرشحا في انتخابات مجلس الشعب سنة 2005 عن دائرة باب شرقي بعد حصوله على حكم من محكمة القضاء الإداري بالإسكندرية بأحقيته بالترشيح لكن وزارة الداخلية المصرية لم تنفذ الحكم
- كان مرشحا في انتخابات الغرفة التجارية بالإسكندرية – أبريل 2006 وامتنعت وزارة الداخلية عن تسليمه صحيفة الحالة الجنائية حتى تمنعه من استكمال أوراق الترشيح

## أحكام التعويض الحاصل عليها
- حصل على حكم بالتعويض ضد وزارة الداخلية ومدير أمن الإسكندرية عن تزوير انتخابات مجلس الشورى 1995 وتم صرف التعويض وقدره ثلاثون ألف جنية في 2002م
- حصل على حكم بالتعويض ضد وزير الداخلية ومدير أمن الإسكندرية عن تزوير انتخابات مجلس الشعب 1995 وتم صرف التعويض وقدره عشرون ألف جنية في 2002م
- ولا زال له عدة قضايا بالمحاكم والنيابات عن التعذيب وانتهاك حقوق الإنسان أثناء القبض عليه وحبسه احتياطيا ولانتهاك القانون ولعدم تنفيذ أحكام القضاء

## سجنه
سجن ثمانِ مرات:
1. مايو 1995 أثناء جولة انتخابية لمجلس الشورى – أفرجت عنه نيابة المنشية
2. مايو 1995 أثناء جولة انتخابية لمجلس الشورى – أفرجت عنه نيابة العطارين
3. نوفمبر 1995 أثناء جولة انتخابية لمجلس الشعب – أفرجت عنه نيابة الجمرك
4. أكتوبر 1998 تم حبسه احتياطيا 6 أشهر بمعرفة نيابة أمن الدولة العليا
5. أكتوبر 1999 تم الحكم عليه بالسجن 3 سنوات (محكمة عسكرية في القضية 18/99 قضية النقابات المهنية) حتى أكتوبر 2002
6. أبريل 2003 تم حبسه احتياطيا 8 أشهر بمعرفة نيابة أمن الدولة العليا
7. مايو 2004 تم حبسه احتياطيا 6 أشهر بمعرفة نيابة أمن الدولة العليا (وتم تعرضه للتعذيب في مباحث أمن الدولة)
8. يناير 2007 في قضية المحاكمة العسكرية التاسعة للإخوان المسلمين

## المحاكمة العسكرية التاسعة لقيادات الإخوان المسلمين
- سجن مدحت الحداد سنة 2006 في قضية المحاكمة العسكرية التاسعة لقيادات الإخوان المسلمين المرقمة بـ 2 لسنة 2007 وحكم عليه بالسجن لمدة ثلاث سنوات.

## وصلات خارجية
- مدحت الحداد، إخوان أون لاين، 5 مارس 2007م
- مدونة مدحت الحداد
- إخوان ويب - الموقع الرسمي لجماعة الإخوان المسلمين باللغة الإنجليزية
- موقع إخوان أون لاين - الموقع الرسمي لجماعة الإخوان المسلمين باللغة العربية
- مدونة انسي